# Arthur Japin

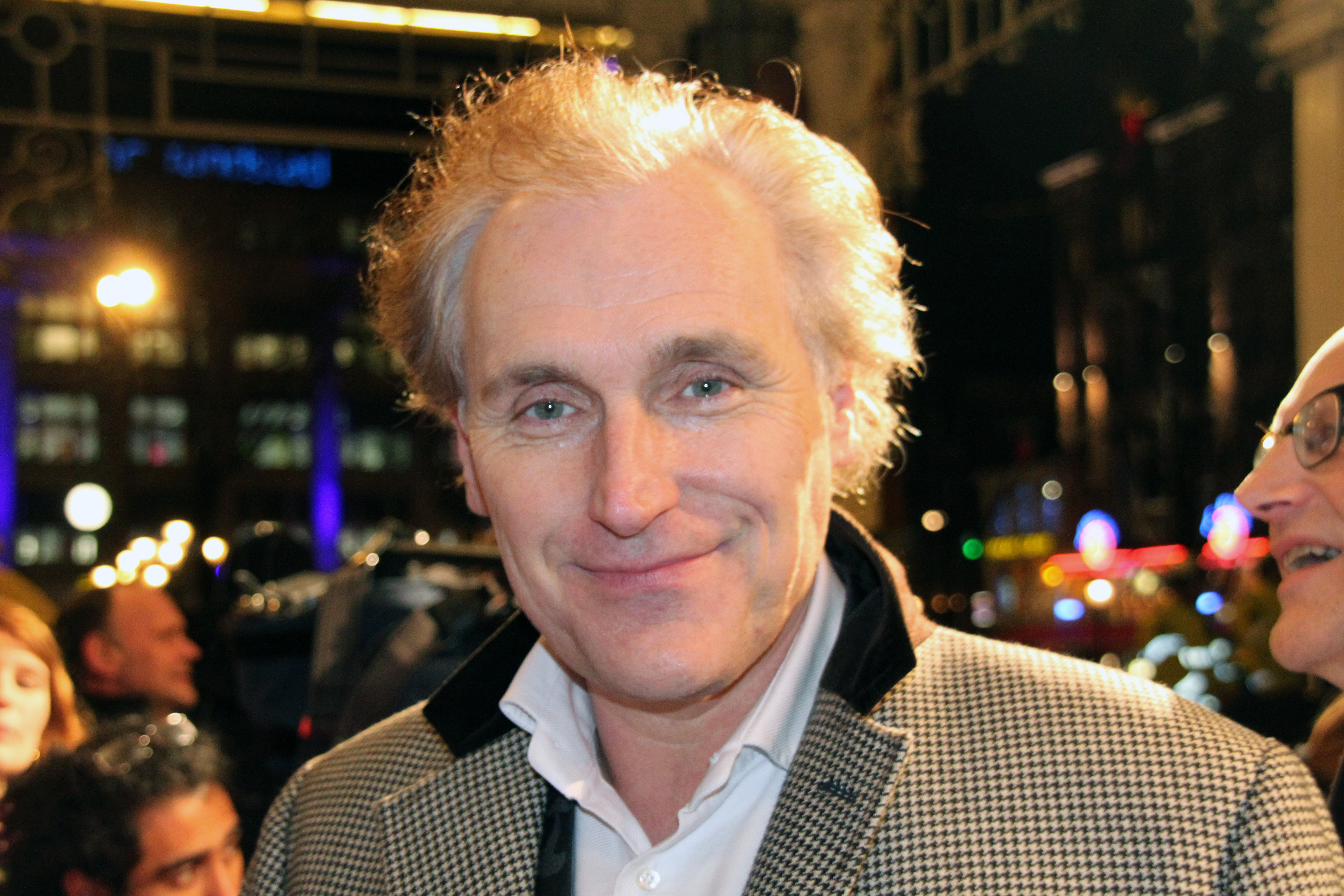
Arthur Japin (2010)

Arthur Valentijn Japin (* 26. Juli 1956, Haarlem, Niederlande) ist ein niederländischer Schriftsteller; Schauspieler und Drehbuchautor.

## Leben
Arthur Japin ist der Sohn des Theaterkritikers Bert Japin. Als er zwölf Jahre alt war, beging sein Vater Suizid. Ab 1982 studierte Japin Schauspielerei in Amsterdam und London. In Amsterdam studierte er anschließend noch zwei Jahre Niederländisch und Literatur an der Kleinkunstacademie. Bis 1987 arbeitete Japin hauptsächlich als Schauspieler, bevor er sich auf das Schreiben konzentrierte. Sein literarisches Debüt veröffentlichte er 1996 mit dem Erzählband Magonische verhalen. Zwei dieser Geschichten wurden von der Regisseurin Ineke Smits 1996 und 2001 verfilmt.
Mit Der Schwarze mit dem weißen Herzen und Die Verführung wurden bisher zwei seiner Romane in deutscher Sprache veröffentlicht.
Japin lebt mit seinen Partnern, dem niederländischen Verleger Lex Jansen und dem US-amerikanischen Autor und Literaturübersetzer Benjamin Moser, in Utrecht.

## Werke
- 1996: Magonische verhalen
- 1997: De zwarte met het witte hart
  - Der Schwarze mit dem weißen Herzen, Claassen-Verlag (1999), 447 Seiten, ISBN 3-546-00156-7
- 1998: De vierde wand
- 2001: Magonia, filmscenario
- 2002: De droom van de leeuw
- 2002: De vrouwen van Lemnos
- 2003: Een schitterend gebrek
  - Die Verführung, Schöffling & Co. (2006), 296 Seiten, ISBN 3-89561-411-4
- 2004: Dooi & Zeep
- 2006: De klank van sneeu
- 2006: De grote wereld  (Boekenweekgeschenk, 2006)
- 2007: De overgave
- 2008: Zoals dat gaat met wonderen
- 2010: Het lied van de moeder
- 2010: Vaslav
- 2012: Maar buiten is het feest
- 2015: De gevleugelde

## Auszeichnungen
- 1998: Lucy B. en C.W. van der Hoogtprijs für De zwarte met het witte hart
- 1998: Halewijnpreis
- 2000: Alfred-Müller-Felsenburg-Preis
- 2004: Libris-Literaturpreis
- 2005: De Inktaap
- 2006: C.C.S. Crone-prijs
- 2008: NS Publieksprijs

### Nominierungen
- 2007: Euregio-Schüler-Literaturpreis für Die Verführung